# 朝鮮義勇軍

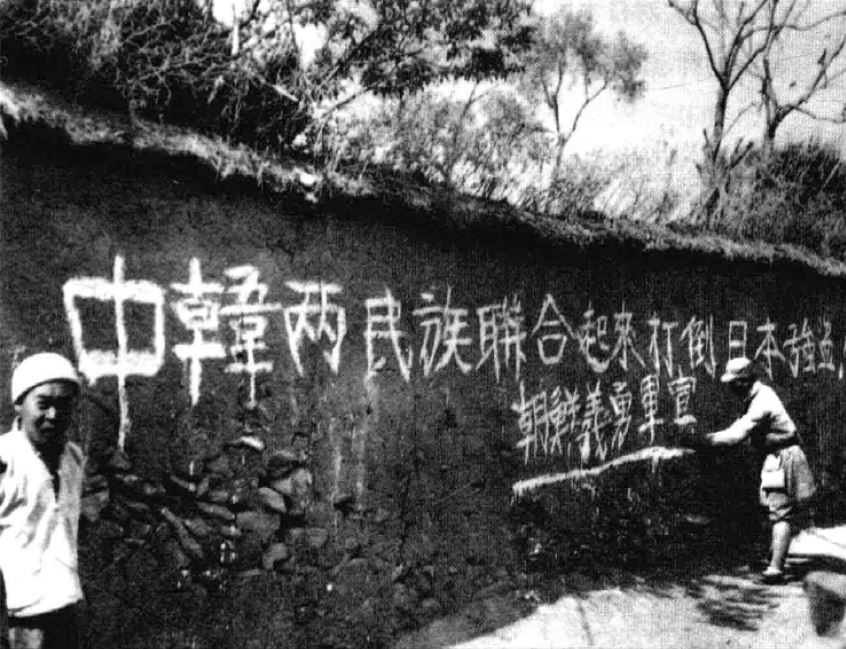
朝鲜义勇军宣传队写联合抗日标语

朝鮮義勇軍是1942年在中國山西省太行山脈一帶組成的一支朝鮮族部隊，屬中國共產黨麾下。抗日戰爭結束之後，朝鮮義勇軍在第二次国共内战中十分活躍。

## 歷史
1932年初，金元凤率领義烈團到南京，与力行社书记滕傑接触，蒋介石批准在南京郊外组建義烈團干部学校（也称“朝鲜革命军事政治干部学校”），从1932年9月至1935年9月招生3期，培养了125名学员。
1934年在南京组建了朝鲜民族革命党（由義烈團改组）的内部组织——“十月会”。共产国际朝鲜族老党员韩斌，于1936年在南京领导朝鲜民族革命党党内组织“十月会”的改组，改组后的组织名为“朝鲜共产主义青年前卫同盟”，开始在韩国独立运动中传播中国共产党的影响。1937年末，朝鲜民族革命党与其他革命团体联络，金九策划，向国民党军事委员会请求选派青年到军事院校学习军事，培养军事骨干。蒋介石批准后，1937年12月1日进入中央陆军军官学校星子分校设立第六期特训班，招收朝鲜青年83人，其中“朝鲜（共产主义）青年前卫同盟”20余人，1938年5月末毕业。同时上百名朝鲜共产主义青年前卫同盟的干部在湖北江陵的中央陆军军官学校特别班接受培训。
1938年（一说1937年11月12日）在武汉的朝鲜民族革命党、朝鲜青年前卫同盟、朝鲜民族解放同盟、朝鲜无政府主义者联盟等举行联席会议，根据中共中央长江局的意见，联合为“朝鲜民族战线联盟”。1938年10月10日在汉口，由朝鲜民族战线联盟的青年与星子分校特训班毕业生共同组建了朝鲜义勇队。武汉沦陷前夕，朝鲜民族革命党退往广西桂林，朝鲜青年前卫同盟则分散在洛阳、陕北等地。
1939年在八路军驻国统区各办事处下属各朝鲜义勇队，审查甄别从国统区与沦陷区向抗日根据地转送的大批朝鲜抗日青年。1939年3月，中共驻共产国际代表团决定，在莫斯科东方劳动大学的朱德海、李春根等20多名朝鲜族青年到延安。1940年，毕业于延安抗日军政大学的朝鲜青年已达40名，与中国红军出身的朝鲜老革命携手，派往八路军和新四军抗日前线开展工作。1939年9月至1940年初，在太行区举办的东北干部训练班结束学习，给予分配工作：
- 李德山分配到中央警卫连担任毛泽东的警卫工作
- 方虎山、朱春吉、陈玉、全友等分到战斗部队

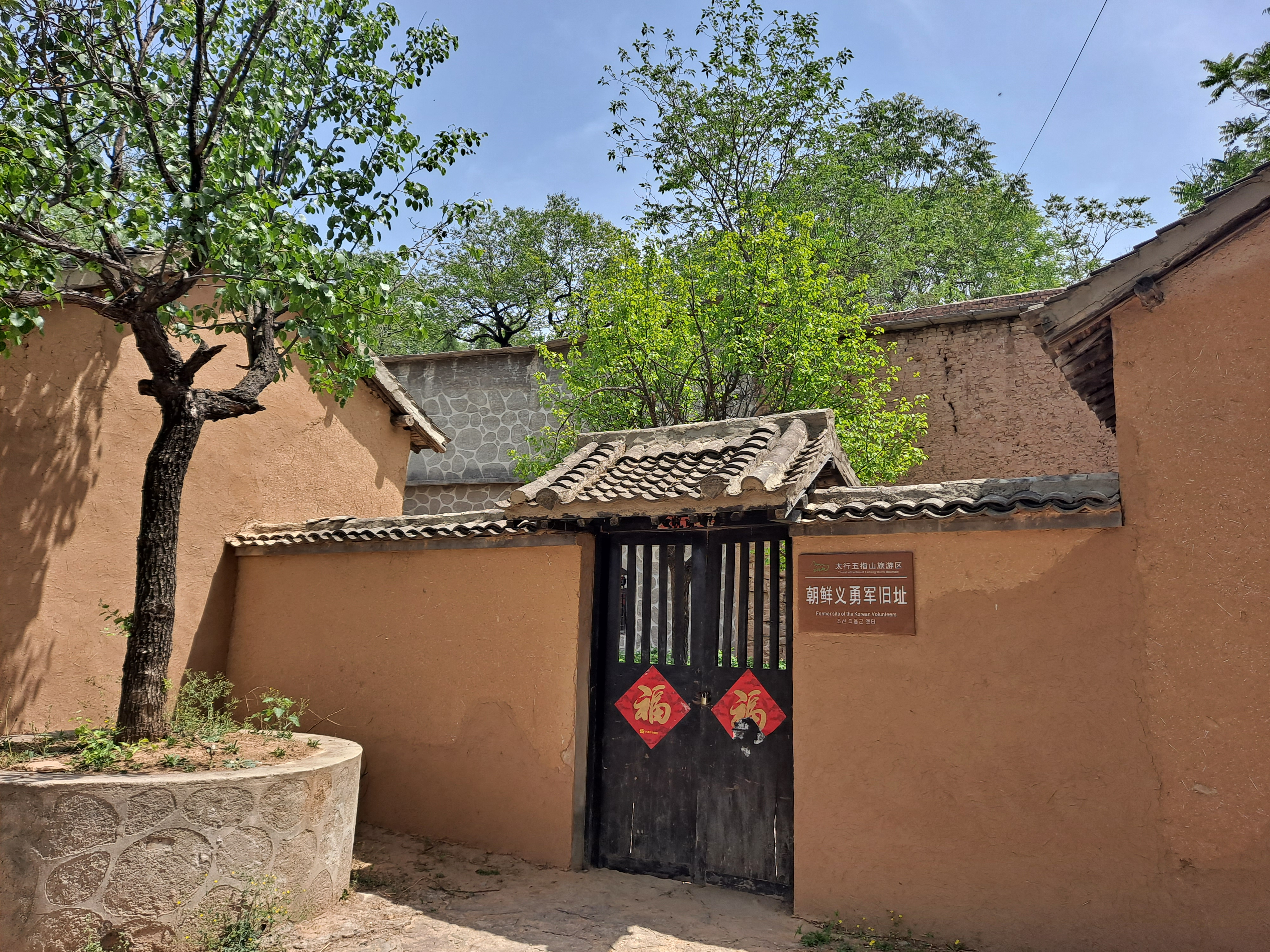
太行五指山朝鲜义勇军旧址

- 朱德海、李权武分到八路军359旅718团工作。朱德海任718团特务连指导员，在米脂县、绥德县活动。
- 朴一禹、陈光华进入中央党校学习。
- 文正一：在八路军洛阳办事处领导下任朝鲜义勇队二区队二分队队长

1941年1月10日，在华北、华中前线参加抗日的朝鲜青年组织了“华北朝鲜青年联合会”，八路军副总司令彭德怀出席了“华北朝鲜青年联合会”成立大会，并发表讲话说，无论多么困难，中国共产党和八路军也一定会帮助朝鲜同志。会长武亭，派遣李克、鲁民、王克强到洛阳和重庆指导义勇队北上。朝鲜青年联合会成立不到半年，便吸收了大批从重庆、洛阳方面来的朝鲜革命团体的青年，于1941年7月组织了朝鲜义勇队华北支队。
1942年7月11日至14日，“华北朝鲜青年联合会”召开第二次大会，改称华北朝鲜独立同盟，领导人武亭，选举出金白渊、武亭、崔昌益、朴孝三等11为执行委员。其武装力量朝鲜义勇队华北支队改称朝鲜义勇军华北支队。朝鲜义勇军总司令武亭、副司令朴孝三、朴一禹。朝鲜义勇军接受八路军领导，但保持了很高的独立性。朝鮮義勇軍人數大約有數百人，其領導人之一崔昌益曾自負地稱之為「朝鮮人民唯一的武裝隊伍」。中央军委参谋长叶剑英指出，朝鲜义勇军是朝鲜革命力量的中坚，是反法西斯斗争中的一支新生的力量，其斗争给八路军、新四军以有力的配合。萧三在延安评论朝鲜义勇军可与西班牙内战时的“国际纵队”相互媲美。朝鲜义勇军华中支队在致新四军全体指战员书中称，他们要拿起武器，与新四军一起战斗，一同保卫抗日民主根据地，因为在他们看来，抗日民主根据地不仅是新四军的国土，也是朝鲜革命人民的第二故乡。1941年11月，朝鲜义勇军司令武亭和赵一峰当选为陕甘宁边区第二届参议会第一次大会参议员。朝鲜独立同盟书记朴孝三任晋冀鲁豫边区临时参议会参议员。1943年初，晋西北行政公署特制定了《积极帮助朝鲜革命活动的四项办法》：
- 确认华北朝鲜独立同盟晋西北分盟和华北朝鲜义勇军之合法地位，
- 欢迎朝鲜侨民进入根据地，
- 朝鲜男女青年愿在根据地求学者，可免费进入各种适当的学校，其愿意参加朝鲜义勇军及八路军、新四军者，各级政府可予介绍，
- 对朝鲜革命同志的活动，给以各种便利与帮助。

1942年在八路军前敌总部设有“华北朝鲜革命军政学校”，郑律成任教育长。1943年4月15日，晋察冀边区行政委员会公布了《晋察冀边区优待朝鲜人民办法》，以保护“愿与中华民族联合反抗日本帝国主义，或因逃避战难而来边区的”朝鲜人民。
开罗会议后，鉴于国际形势的变化，华北各地的义勇队各部都到延安集训。1944年1月“朝鲜革命军政学校”离开太行，4月7日到达延安。1945年2月5日,朝鲜革命军政学校在延安开学,金枓奉任校长,朴一禹任副校长兼中共学校委员会书记，总务科长朱德海，组织教育科副科长朱春吉、郑律成。第一区队政治指导员方虎山。第三区队长权宇。教员有许贞淑、韩斌、俞文华、李红廉、崔昌益。学生共275人。朱德、吴玉章、徐特立等参加开学典礼并讲话。
朴一禹作为代表出席了中共七大，在大会上发言：朝鲜独立同盟的任务是加紧培养干部，组织朝鲜人民抗日武装部队，也就是组织朝鲜的八路军。强大的中国共产党在东方被压迫民族解放运动中将起决定的作用。因此，中国共产党的胜利，也就是朝鲜人民的胜利。这句话充分体现了在延安的朝鲜共产党人与中共亲密无间的关系。 
1945年8月11日，八路军总司令朱德发布第六号大反攻命令：现在华北对日作战之朝鲜义勇军司令武亭，副司令朴孝三、副司令兼政委朴一禹立即统率所部，随同八路军及原东北军各部向东北进兵，消灭敌伪，并组织在东北之朝鲜人民，以便达成解放朝鲜之任务。8月12、15、18日，朝鲜独立同盟总部先后发表《致在华敌军中之朝鲜士兵及朝鲜侨民书》、《告日军中朝鲜士兵及居留书》、《劝降日军内朝鲜士兵书》，号召日军中的朝鲜士兵向八路军、新四军投降，呼吁朝鲜侨民加入朝鲜独立同盟和朝鲜义勇军，建立一个新的朝鲜共和国。
1945年8月18日，做地下工作的韩青在沈阳开始组建朝鲜义勇军独立支队。1945年9月，朱然率领的冀东八路军曾克林下属的朝鲜义勇军100余人抵达沈阳，与韩青的独立支队合编为朝鲜义勇军独立纵队，纵队长韩青，政治部主任朱然，共1400余人。1945年10月12日韩青率领的朝鲜义勇军先遣纵队进抵新义州国民高等学校，驻朝苏军不允许进入北朝鲜，20天后不得不从新义州撤回沈阳。
根据第六号大反攻命令，延安的朝鲜军政干部学校全体人员从挺进东北，在张家口与从太行、晋察冀等地出发的朝鲜义勇军100余人会合，朝鲜义勇军司令武亭率领300余名义勇军同中共中央派出的首批东北干部工作队一起，在锦州与金雄率领的朝鲜义勇军华中支队及沿途的共计300人会师，于1945年11月4日到达沈阳。部队驻在沈阳郊区的朝鲜人农村，准备进入朝鲜。11月10日在于洪区吴家荒朝鲜小学校召开朝鲜义勇军指战员大会，共有2000多人参加。武亭说：根据中共中央的指示，决定派少数领导干部去朝鲜，大部分指战员留在东北，参加东北根据地的建设。他号召全体指战员，深入东北各地，广泛发动朝鲜人，扩编队伍，为中国革命和朝鲜革命积蓄力量。接着，朴一禹宣布朝鲜义勇军总部的命令：全军暂分三个支队，第一支队留在南满，负责扩编第二支队；第三支队赴北满，负责扩编第四支队；第五支队赴东满，负责扩编第六支队。
- 朝鲜义勇军第1支队（南满）：支队长金雄（王信虎）/王子仁（崔仁）/刘子仪，政委方虎山（李天夫），副支隊長崔仁（王子仁）、参謀長安彬/盧哲用、政治部主任朱然/洪林。由韩青的先遣纵队1400余人和延安朝鲜革命军政学校、各抗日根据地人员合编组建，共9个中队以及机枪中队、警卫中队。1945年底发动组建的通化、柳河、清原各1个中队，辑安、桓仁各一个大队，编入第一支队。1946年2月3日通化暴乱时，支队的第1、第3、第5共三个中队参加平暴，其他八个中队在外地剿匪。2月19日改称“李红光支队”。1946年3月扩编为6个大队。共6000余人。1946年3月金雄、安彬、朱然帰国，由崔仁、盧哲用、洪林接任。到1946年7月为止，共进行大小战斗百余次，毙伤土匪五百余人，俘虏四百余人，投降改编一千余人，缴获枪械一千三百余支，至此，基本肃清了通化地区的大股土匪。1946年12月初改称东北人民解放军独立第4师，辖3个团、军政学校、直属营，共7000余人。1947年5月，独立四师奉辽东军区指示，带3个团大约3000余人，来到沈(阳)铁(岭)抚（顺）联合县境内活动。1948年12月改编为解放军第166师。1949年7月改编为朝鲜人民军第6师，师长兼政委方虎山、副师长洪林该部队回朝鲜。
- 朝鲜义勇军第3支队（北满）：1945年11月19日，朱德海（吴基涉）、李德山等19名干部由沈阳抵达哈尔滨，与哈尔滨保安总队朝鲜独立大队（1945年9月组建，金泽明任大队长兼政委，辖3个中队，担任松江省工委、省军区的警卫任务）会合，1945年11月25日在宾县蜚克图改编为第三支队。支队长金泽明、政委朱德海，副支队长李德山，参謀長金延、政治部主任李根山，辖3个大队600余人。1946年4月占领哈尔滨后，该支队一直担负哈尔滨卫戍任务，并担任北满分局、东北局的警卫任务，并抽调一部参加土地改革。1946年6月改编为松江军区第8团，兵力3000余人，同时李相朝、金延、李根山帰国。1948年4月扩大改编为独立第11师第32团。1948年11月，独立第11师改称第164师为491团。1948年11月占领长春后，担任卫戍长春任务。1949年7月第164师改编为朝鲜人民军第5师后回朝鲜。
- 朝鮮義勇軍第5支队（东满延边）：1945年11月于沈阳组建，支队长李益星，政委朴一禹，参谋长全宇和李权武，政治部主任朱爀。11月21日文正一率先遣队抵达吉林市，当地苏联驻军不同意其过境去延边，暂时留在吉林市农村开展工作。第五支队教导队由全宇率领抵达了敦化。南黄泥河朝鲜人自卫大队同朝鲜义勇军第五支队教导队36人合并为朝鲜义勇军第五支队敦化独立大队，下辖四、五、六中队，一个警卫中队和一个机炮中队，金武担任政委，黄凤录担任大队长、郑基斗担任副大队长，后来编入吉东军分区警备二旅五团三营。12月8日文正一率领30余干部抵达延吉，设立办事处。12月31日，支队长李益星，政委朴一禹率支队主力300余人抵达延吉。1946年1月初，五支队同延边警备第一、第二团合编为朝鲜义勇军第十五、第十六团。
  - 第15团：团长南昌洙，政委全宇。后改称延边军分区独立三团、吉林军区独立3团，1948年1月被编入东北军区独立6师为第16团。原第五支队参谋长全宇任副师长。1948年11月，独立6师改称第四野战军第43军156师，下辖第466团、467团和468团。其中468团警卫连为朝鲜族，而466团除两个连和两个排外，467团除一个营外，都是朝鲜族。
  - 第16团：团长朴洛权，参谋长李芳南，政治处主任崔东光。于1946年3月改编成东北民主联军吉东警备一团，参加1946年长春进攻战役的战斗，团长朴洛权牺牲。后改编为东满独立师1团，其后又改称东北人民解放军第10纵队第30师89团。该团参加黑山阻击战后改称第四野战军第47军141师422团，参加了平津战役，后随大军转战到重庆。
- 朝鮮義勇軍第7支队（东满吉林市）： 1945年11月21日，文正一率第5支队先遣队抵达吉林市，朴勲一（日语：朴勲一）、崔明等10余名干部留下，与吉林省保安总队第7大队合编，12月初进驻桦甸县。1946年1月，保安第7大队改称朝鮮義勇軍第7支队，支队长兼政委朴勲一（日语：朴勲一），副支队长兼副政委崔明，参谋长金克一，副参谋长Choi Jung-ryul ，6个连1500人。1946年3月改称桦甸县保安团。1946年4月中旬、朴勲一等幹部50余人帰国。1947年2月桦甸县保安团改称吉南军分区兼第24旅的第72团。团长杨上堃。1948年4月在吉林省烟筒山，与朝鲜义勇军第三支队发展成的松江军区第八团、以朝鲜族为主的牡丹江军区第14团，合编组建了东北人民解放军独立11师，为第33团。1948年12月改称解放军第164师。1949年7月回朝鲜。
- 朝鲜义勇军鸭绿江支队，支队长金虎，政委李明。在安东地区。1946年11月并入第一支队。
- 朝鲜义勇军队独立大队：韩青带一个排，加上6名延安干部到辽东地区开展工作。1946年11月并入第一支队。

1945年12月，朝鲜独立同盟主席金枓奉率全体执行委员、崔昌益、武亭、朴孝三、朴一禹等70余上级干部陆续回到朝鲜。郑律成与夫人丁雪松从延安出发，1945年12月到达平壤，1946年1月，分配到黄海道任道党委（相当于省委）宣传部长。
1948年12月末苏军从北朝鲜完全撤军。1949年1月驻韩美军向三八线调动，朝鲜半岛出现了新的局势。1949年1月中旬开始，韩国开始对朝鲜进行频繁的武力试探。4月20日苏联远东军总司令华西列夫斯基和苏军总参谋长什捷缅科向斯大林建议说：“‘南方人’还在继续向三八线调集部队。我们不排除‘南方人’可能对朝鲜政府军队采取新的挑衅行动，并动用比迄今为止更大的兵力。考虑这个情况，我们认为，建议朝鲜政府军司令部采取适当措施，以回击‘南方人’可能做出的更大规模的挑衅行动是合理的”。鉴于朝鲜半岛的紧张形势，4月28日，朝鲜劳动党政治局委员金一到北平向中共请求将朝鲜人部队移交朝鲜。
到第二次国共内战后期，朝鲜义勇军和其他朝鲜族部队已全部改编成中国人民解放军，其战斗序列为东北军区166师、164师、156师，在华中的第四野战军第38军113师337团7连和8连，第40军师直属炮兵营，第120师359团2营，第118师山炮营，第119师警卫2连和山炮营，第47军141师422团，铁道兵第4支队第24线路大队等。
苏联驻朝鲜大使什特科夫1949年6月22日发给外交部长维辛斯基报告的“结论以及对策”部分指出：“一旦南朝鲜军队开始进攻，驻扎在沈阳和长春的两个朝鲜人师将立即转移到朝鲜去部署”：“他们的任务就是在南朝鲜军进攻时投入到朝鲜境内展开防御战”。“已决定将中国人民解放军的朝鲜师调回朝鲜：沈阳师配置在新义州，长春师配置在罗南”。1949年7月20日第164师离开长春，经会宁抵达朝鲜的罗南，成为朝鲜人民军第五师。同时第166师从沈阳出发，7月25日进入新义州最终转移到安州，成为朝鲜人民军第六师。
1950年2月，156师朝鲜人指战员4407人，奉命由南昌军分区（暨第156师）副司令员全宇、第466团副团长池炳学率领赴郑州集结。第十五兵团2500余人、第一一三师1000余人、第四十七军各师的朝鲜人约2000人，其他各部朝鲜人4100余人，共计1.4万余名朝鲜人。3月中旬在郑州这些朝鲜人整编为独立第十五师另一个团和一个独立大队。全宇任独立十五师师长。池炳学任独立十五师参谋长。1950年3月20日，独立十五师出发前往朝鲜元山，三月底抵达元山后成为朝鲜人民军第十二师；另一个团4月初出发前往黄海道松林，成为朝鲜人民军第十八团；独立大队则前往平壤编入机械化步兵团。   
朝鮮義勇軍的領導人在後來成為延安派的核心人物。

## 主要領導人
- 司令官：武亭
- 副司令兼參謀：朴孝三
- 副司令兼第5支隊政治委員：朴一禹
- 第1支隊長：金雄
- 第1支隊長：崔仁（金雄的繼任者）
- 第1支隊政治委員：方虎山
- 第3支隊長：李相朝
- 第3支隊副支隊長、第3支隊長：金昌德（李德三）
- 第3支隊政治委員：朱德海
- 第5支隊長：李益星
- 第5支隊政治委員：朴勳一
- 第5支隊參謀長：李權武
- 第5支隊參謀長：全宇